# Університет Ворика
Університет Ворик(а) або Ворицький університет[джерело?] (англ. The University of Warwick; [ˈwɒrɪk]; у вчених ступенях скорочується Warw.) — громадський дослідницький університет на околицях міста Ковентрі (Англія). Заснований 1965 року в рамках урядової ініціативи з поширення вищої освіти. 1967 року у Ворицькому університеті  засновано Ворицьку бізнес-школу, Ворицьку юридичну школу 1968 року, Ворицьку виробничу групу (тепер WMG) 1980 року, та у 2000 році відкрито Ворицьку медичну школу. 1979 року Ворик об'єднався з Коледжем вищої освіти Ковентрі і Міжнародним центром наукових досліджень садівництва 2004 року. Роботодавцями Ворик постійно згадується як один з найбільш вузькоспеціалізованих університетів світу.
Ворик розташований на площі 290 га, здебільшого, як кампус на околиці міста Ковентрі, з додатковим кампусом у Веллесбурні та центрально-лондонською базою у хмарочосі «Скалка». Він складається з трьох факультетів — Мистецтв, Науково-інженерних технологій і медицини (STEM) та Соціальних наук — що мають 32 кафедри. Станом на 2018 рік, у Ворику навчалось близько 26,531 студентів денної форми навчання та 2,492 академічного і науково-педагогічного складу. Ворицький центр мистецтв, багатоцільовий мистецький комплекс в головному кампусі університету, найбільша локація такого типу у Великій Британії, за межами Лондона.
Ворик незмінно входить у першу десятку всіх основних внутрішніх рейтингів британських університетів. У Великій Британії Ворик посів 7-ме місце за свої дослідження, згідно з Програмою оцінки дослідницького потенціалу (REF) за оцінкою середнього балу у 2014 році. Ворик, як вуз з високим вступним конкурсом, в середньому зараховує 4,950 студентів з 38,071 абітурієнтів, що становить 7,6 претендента на місце. У 2017 році Ворик названо другим університетом з найвищим загальним рівнем зайнятості випускників з-поміж усіх університетів Великої Британії (разом з Університетом Сент-Ендрюс), з показником 97.7 відсотка випускників, влаштованих на роботу, або подальше навчання, впродовж трьох з половиною років після випуску.
Ворик є членом Асоціації з розвитку університетських бізнес-шкіл AACSB, Асоціації університетів країн Співдружності, Асоціації випускників MBA, EQUIS, Європейської асоціації університетів, Мідлендської групи інновацій Расельської групи та Асоціації Університети Об'єднаного Королівства Великої Британії. Він є єдиним європейським членом Центру урбаністики і прогресу, у співпраці з Нью-Йоркським університетом. Університет має широку мережу комерційної діяльності, зокрема, Науковий парк Ворицького Університету і Ворицьку виробничу групу.

## Історія

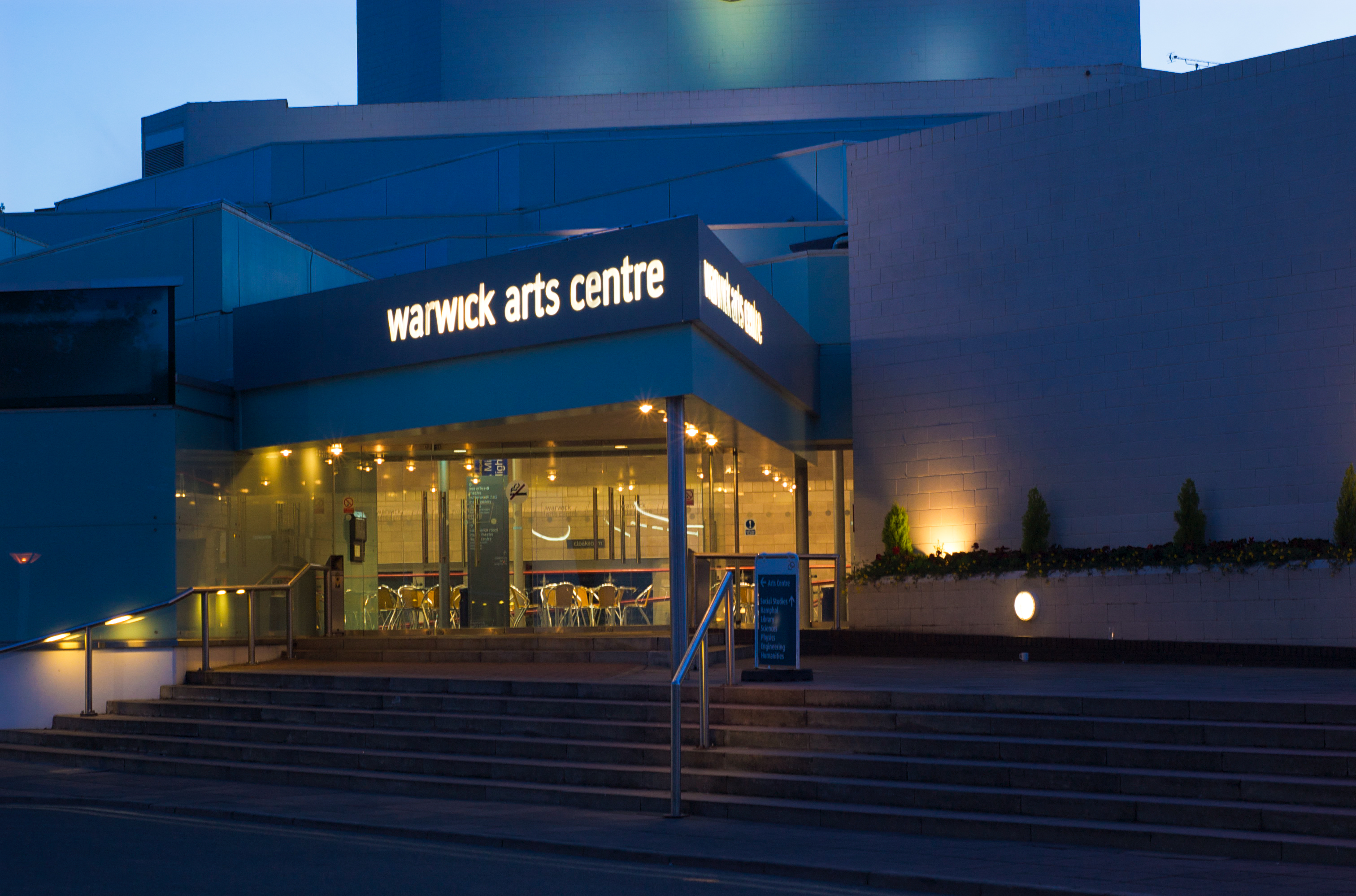
Ворицький центр мистецтв вночі

### Двадцяте століття
Ідея створення університету у графстві Ворикшир вперше виникла одразу після Другої світової війни, хоча його не було засновано ще протягом двох наступних десятиліть. Партнерство міста та ради графства, врешті, стало поштовхом для створення університету на території у 1,6 км², наданій спільно двома державними органами. Певна дискусія виникла між місцевими спонсорами від міста та графства про те, чи називати його на честь Ковентрі чи Ворикширу. Затвердили назву «Університет Ворика», незважаючи на те, що саме місто Ворик лежить за 13 км на південний захід, а центр міста Ковентрі лише за 5,6 км на північний схід від кампуса.. Створення Університету Ворика було затверджене урядом 1961 року, і 1965 року він отримав Королівську хартію про заснування. Відтоді, у 1979 році, університет об’єднався з колишнім Коледжем вищої освіти Ковентрі, і розширив володіння власними земельними ділянками, шляхом купівлі прилеглих фермерських земель. Університет також отримав вигоду від суттєвих пожертвувань сім'ї Джека Мартіна, що уможливило будівництво Ворицького центру мистецтв.
Спочатку, 1964 року, університет набрав невелику кількість аспірантів і в жовтні 1965 року прийняв перших 450 студентів. З часу заснування Ворик розширив свої земельні володіння до 2,9 км² з багатьма сучасними будівлями та науковими інституціями, озерами і лісами. У 1960-х та 1970-х роках Ворик мав репутацію політично радикального закладу.
За часів віце-канцлерства лорда Баттерворта Ворик був одним з перших університетів Великої Британії, що застосував діловий підхід до вищої освіти, розвинув тісні зв'язки з бізнес-спільнотою, та користувався комерційною цінністю своїх досліджень. Ці тенденції розкритикував британський історик і, на той час, лектор Ворику, Едвард Томпсон, у книзі «ТОВ Ворицький університет», яку він редагував 1970 року.

### Двадцять перше століття
Останнім часом, університет розглядався як улюблений заклад  лейбористського уряду (з 1997 до 2010 року). Він був академічним партнером цілої низки флагманських урядових програм, зокрема, Національної академії обдарованої і талановитої молоді та Університету Національної служби здоров'я (нині не існує). Тоні Блер описав Ворик, як «маяк серед британських вузів за його динамізм, якість та підприємницьку ініціативність». У дослідженні компанії «Вірджин Медіа-бізнес» 2012 року, Ворик описано як найбільш «підкований у питаннях інформаційних технологій» університет Великої Британії.
У вересні 2000 року відкрито Лестерську медичну школу Ворика, як нову медичну школу, об'єднану на основі Ворицького та Лестерського університетів.
За рекомендацією Тоні Блера, у грудні 2000 року Білл Клінтон обрав Ворик місцем своєї останньої найбільшої промови щодо зовнішньої політики в ролі президента США. Сенді Бергер, радник з питань національної безпеки адміністрації Клінтона, пояснив це рішення на прес-брифінгу 7 грудня 2000 року, коли сказав що: «Ворик є одним з найновіших та найкращих дослідницьких університетів Великої Британії, виділений прем'єр-міністром Блером, водночас, і як модель високих стандартів навчання, і як модель незалежності від уряду».

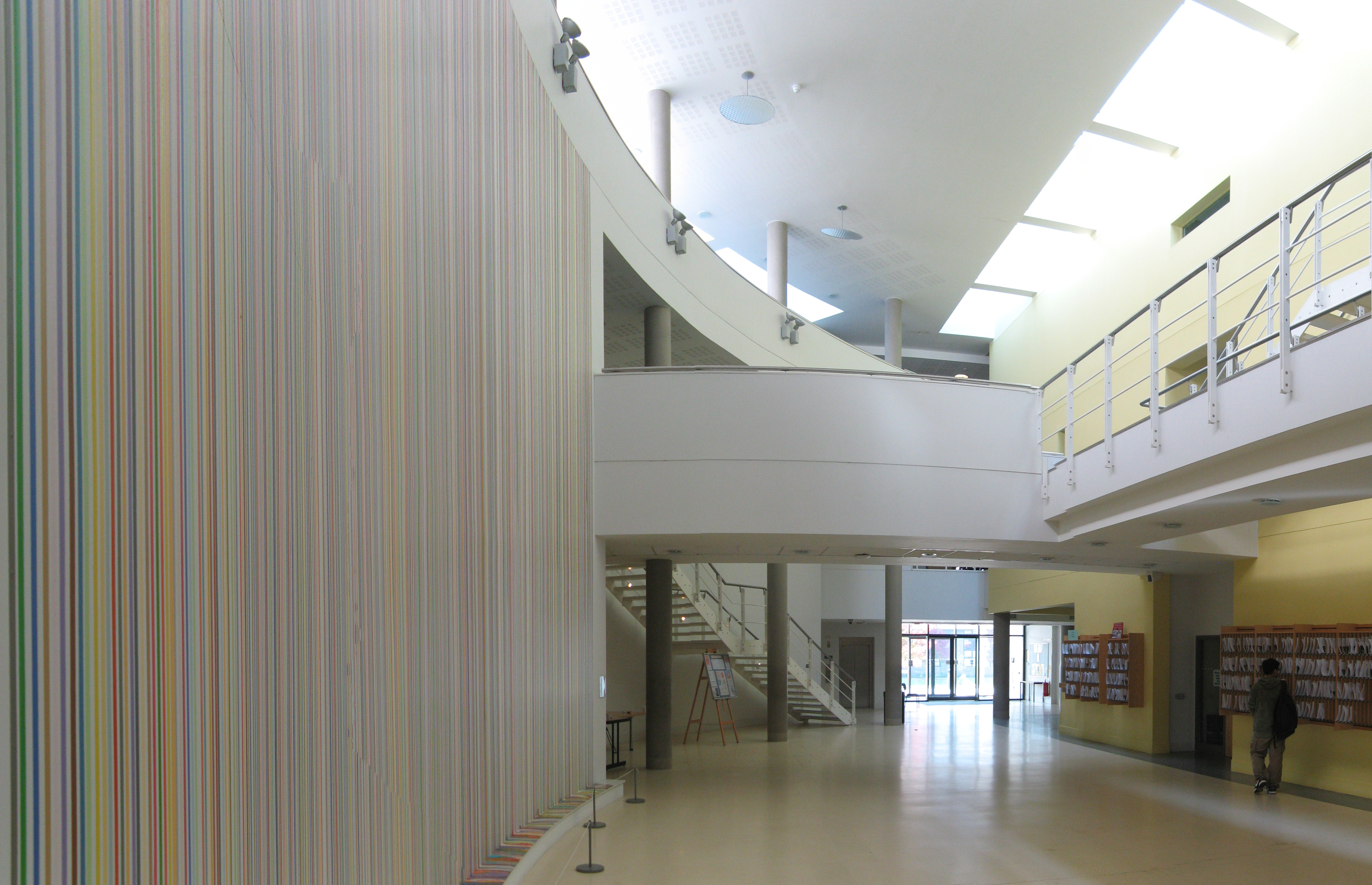
Картина Єн Девенпорт «Все» (2004) у Ворицькому інституті математики.

У лютому 2001 року компанія IBM подарувала Ворику нову модель комп'ютера S / 390 і програмне забезпечення вартістю 2 млн. фунтів стерлінгів, для того щоб сформувати частину проєкту «Сітка», що дозволяє користувачам віддалено обмінюватися обчислювальною потужністю. У квітні 2004 року Ворик об'єднався з локаціями Міжнародного наукового центру садівництва Веллесбурна та Кіртона. У липні 2004 року Ворик став місцем укладення важливої угоди між Лейбористською партією і профспілками, щодо лейбористської політики та законодавства профспілок, яка згодом стала відома, як «Ворицька угода».
У червні 2006 року відкрилась нова Університетська лікарня Ковентрі, включно з територією 9 500 м², на якій розташовані університетські клінічно-дослідницькі будівлі. 2007 року Ворицькій медичній школі надано статус незалежного закладу, що присуджує вчені звання, і партнерство медичних шкіл з Лестерським університетом анульовано того ж року. У лютому 2010 року лорд Бхаттачарія, директор і засновник підрозділу Ворицької виробничої групи у Ворику, пожертвував 1 мільйон фунтів стерлінгів університету на підтримку наукових ґрантів та нагород.
У лютому 2012 року Ворик та Мельбурнський університет Монаша оголосили про формування стратегічного партнерства, зокрема, створення 10 спільних старших академічних посад, нових подвійних магістерських та об'єднаних докторських ступенів, і спів-координування дослідницьких програм. У березні 2012 року Ворик і Лондонський університет королеви Марії оголосили про створення стратегічного партнерства, включаючи науково-дослідницьке співробітництво, деяке спільне викладання англійської мови, історії та комп'ютерних наук для студентів, і створення восьми спільних докторантських науково-дослідницьких стипендій.
У квітні 2012 року оголошено, що Ворик стане єдиним європейським університетом, який візьме участь у Центрі урбаністики і прогресу, НДІ прикладної науки у Нью-Йорку, що складається з міжнародного консорціуму університетів та технологічних компаній, на чолі з Нью-Йоркським університетом і Нью-Йоркською політехнікою. У серпні 2012 року Ворик разом з п'ятьма іншими університетами, що активно займаються науковими дослідженнями та знаходяться у Мідлендсі, — Астонський університет, Бірмінгемський університет, Лестерський університет, Університет Лафборо та Ноттінгемський університет — утворили групу M5, регіональне об’єднання, з метою максимізувати дохід з досліджень установ-членів та налагодити тіснішу співпрацю.
У вересні 2013 року оголошено, що Ворицька виробнича група (WMG) збудує новий Національний центр інновацій у галузі автомобілебудування у головному кампусі Ворика, його вартість становитиме 100 мільйонів фунтів стерлінгів, з яких 50 мільйонів фунтів стерлінгів вкладе компанія Jaguar Land Rover та 30 мільйонів фунтів компанія Tata Motors. Центр відкриється влітку 2018 року.
У липні 2014 року уряд оголосив, що у Ворику створять Вищий центр двигунних установок вартістю 1 мільярд фунтів стерлінгів, спільне підприємство Ради автомобілебудування та автобудівної промисловості. Ця десятирічна програма має намір позиціювати університет та Велику Британію, як лідерів у галузі дослідження наступного покоління технологій  автомобілебудування[Джерело?]. 
У вересні 2015 року Ворицький університет відсвяткував своє 50-річчя (1965-2015 рр.) і був визнаний «Університетом року» газетами The Times і The Sunday Times.

## Кампус
Ворик розташований на околиці міста Ковентрі, на відстані 5,5 км від центру міста у південно-західному напрямку (а не у місті Ворик, як здається з його назви). Основна локація університету включає три прилеглі кампуси, всі на зручній відстані один від одного. Університет також володіє локацією у Веллесбурні, придбаною 2004 року, під час об’єднання з Міжнародним науковим центром садівництва.

### Головний кампус

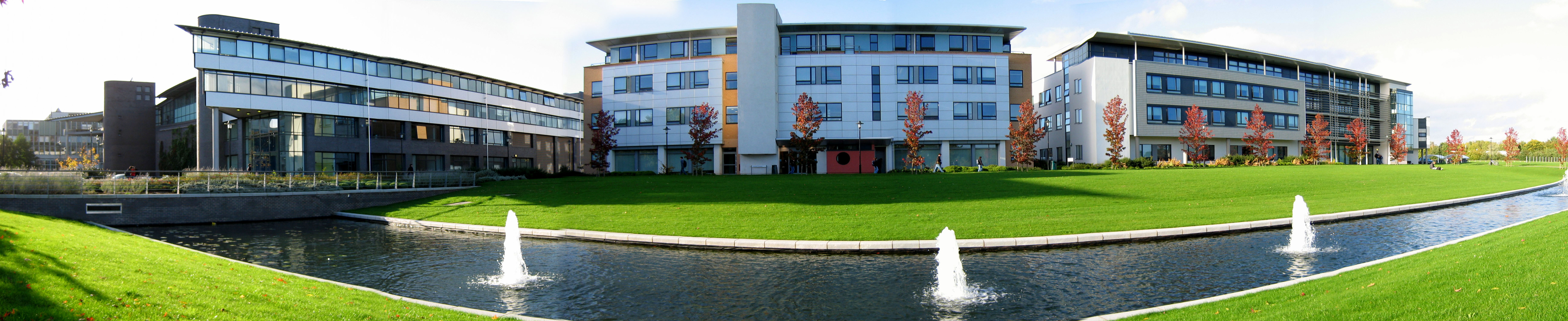
Зліва направо: Міжнародний виробничий центр (IMC), Факультет інформатики (DCS), Корпус Крістофер Зімен (математики і статистики)

Головний кампус Ворицького університету займає територію площею 2,88 км² між містом Ковентрі та графством Ворикшир. Основні будівлі кампусу збудовані в сучасному архітектурному стилі 1960-х років. У кампусі розташовані всі основні зручності для студентів, за винятком чотирьох студентських гуртожитків та студентської спілки.

#### Ворицький Центр мистецтв
Ворицький Центр мистецтв є мистецьким комплексом з низкою локацій, що розташований у центрі головного кампусу. Він приваблює близько 300 тисяч відвідувачів на рік, на понад 3,000 окремих подій, що охоплюють сучасну та класичну музику, драму, танці, комедії, покази фільмів та візуальне мистецтво. Центр включає шість основних просторів: Баттерворт Голл, концертний зал на 1500 глядачів; театр на 550 глядацьких місць; театр-студію на 180 глядачів; кінотеатр на 220 глядацьких місць; галерею «Мід», мистецьку галерею; та музичний центр, з кімнатами для практичних занять і кімнатою для репетицій ансамблів, де можуть проводити репетиції музичні товариства і гурти. До того ж, ця локація включає університетську книгарню, невеликі зали для бізнес-зустрічей, ресторан, кав'ярню, крамниці і два бари.

#### Будинок університету
2003 року Ворик придбав колишню штаб-квартиру National Grid plc, яку перетворив на будівлю адміністрації, перейменувавши її на «Будинок університету». У цій будівлі розташований центр, яким управляють студенти, під назвою «Навчальна мережа», що включає два поверхи кластерів з ПК, сканерами, копіювальною технікою, бібліотекою довідкової літератури, інтерактивними дошками та плазмовими екранами для приватного користування або групової роботи.

#### Білий Коан

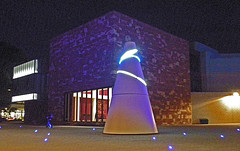
Скульптура «Коан» перед Студією мистецтв Гелен Мартін

«Білий Коан» — скульптура сучасного мистецтва, створена Ліліан Ліджин, встановлена перед головним входом до Ворицького центру мистецтв. «Коан» заввишки 6 метрів (20 футів), білого кольору, прикрашений еліптичними люмінесцентними вогниками, і підсвічений, він обертається за допомогою електродвигуна. Його призначення — репрезентувати буддистський пошук питань без відповіді, Коан. «Коан» створений 1971 року, як частина проекту міських скульптур Фонду Пітера Стаувесанта і спочатку розміщувався у Плімуті; у галерею «Гейворд» у Лондоні його перевезли до того, як 1972 року її придбав Ворицький університет.

#### Спортивні споруди
У головному кампусі розміщується великий спортивний центр. 2013 року університет інвестував у нього 1,5 мільйона фунтів стерлінгів, обладнавши ультрасучасний тренажерний зал, та інше обладнання, зокрема 25-метровий басейн на шість доріжок, корти для сквошу, обладнання для скелелазіння у приміщенні і два спортзали. Усюди на території кампусу є ціла низка інших спортивних залів, критий тенісний центр на чотири корти та відкриті корти з освітленням, вартістю 2,5 мільйона фунтів стерлінгів, легкоатлетичні доріжки на 400 м, багатофункціональні вуличні майданчики та понад 60 гектарів відкритих ігрових полів, зокрема футбольне поле та поля для крикету.
Ворик був офіційним місцем для тренувань перед Олімпійськими іграми 2012 року в Лондоні. Під час Олімпійських ігор деякі футбольні матчі грали на сусідньому стадіоні «Ріко Арена», домашньому стадіоні футбольного клубу Ковентрі Сіті, і Ворик забезпечував умови для тренування та проживання олімпійських команд.

### Інші локації

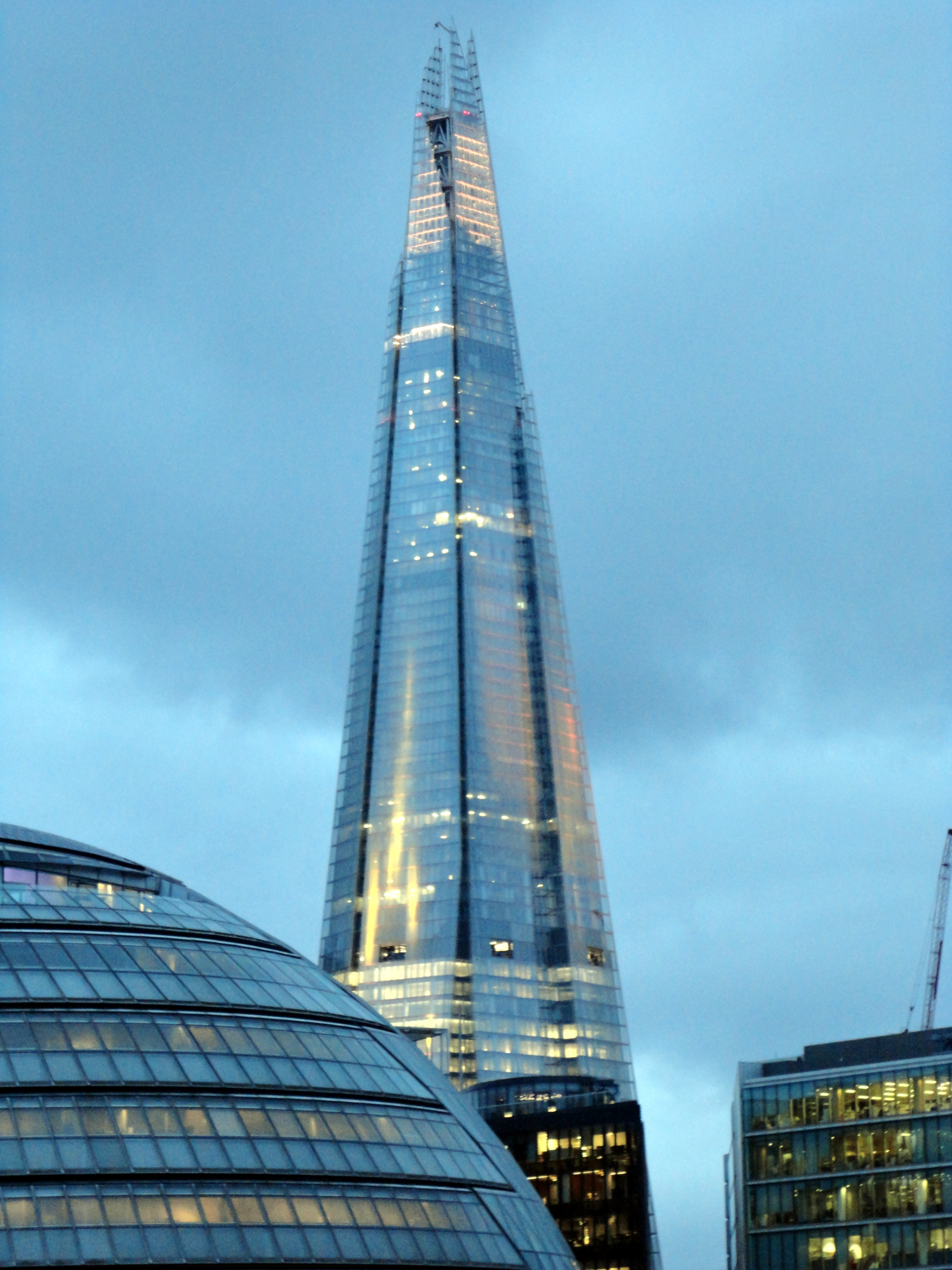
Хмарочос «Скалка», де знаходиться Лондонський кампус Ворицька бізнес-школа

Інші локації Ворицького університету включають:
- Кампус Ґіббет Гілл[en], суміжний з головним кампусом; де знаходиться кафедра наук про життя та доклінічної діяльності Ворицької медичної школи[en].
- Кампус Вествуд[en], суміжний з головним кампусом; там знаходиться Центр професійної освіти, Центр навчання впродовж життя, конференц-центр «Arden House», критий тенісний центр, бігова доріжка, і деякі лабораторії магістратури та студентські гуртожитки.
- Науковий парк Ворицького університету.
- Університетська лікарня Ковентрі[en], у місцевості Велсґрейв-он-Сов[en], де також знаходиться будівля клінічних наук медичної школи.
- Ворицький міжнародний центр дослідження садівництва та конференц-центр, розташований у Веллсбурні, Ворикшир.
- Хмарочос «Скалка», у Лондоні, у якому знаходиться столичний кампус Ворицької бізнес-школи[en], де викладаються магістерські програми з фінансів, управління персоналом та програма МВА для керівників[54].

### Запланований розвиток
У листопаді 2005 року Ворицький університет оприлюднив бачення до 2020 року та окреслив пропозиції щодо того, як він хоче розвивати свій кампус протягом наступних 15 років[Джерело?]. Пропозиції, розроблені на основі сучасного будівництва, включно з новим корпусом для факультету математики і статистики, нового корпусу для факультету комп'ютерних наук, нових корпусів для бізнес-школи, цифрової лабораторії, нових гуртожитків «Геронбенк» та розширеним спортивним центром. Пропозиції передбачають перенесення «центру тяжіння» кампусу з будівлі студентського самоврядування до «Будинку університету» та запропонованого «академічного квадрату», розташованого навколо нових корпусів для факультету математики і комп'ютерних наук.
Майбутні проекти включають в себе міждисциплінарну лабораторію для біологічних наукових досліджень; оновлення Ворицької бізнес-школи на суму 25 млн. фунтів стерлінгів; і Національного кампусу інновацій в автомобілебудуванні, нового підприємства, що фінансується компанією «Jaguar Land Rover» та урядом Великої Британії, на суму 92 мільйони фунтів стерлінгів. Мета Національного кампусу інновацій в автомобілебудуванні (NAIC) — дослідження та розробка нових технологій для зменшення залежності від викопних видів палива і скорочення викидів СО2. Новий кампус, розміром 2800 м², забезпечить можливості для проведення досліджень аспірантами вже з 2016 року. Кампус отримав назву «мозкового центру» і буде використовуватись для того, щоб створювати зелені і високотехнологічні спортивні автомобілі та автомобілі майбутнього, класу «лакшері», подвоївши дослідницьку команду компанії «Jaguar».

## Організація та управління

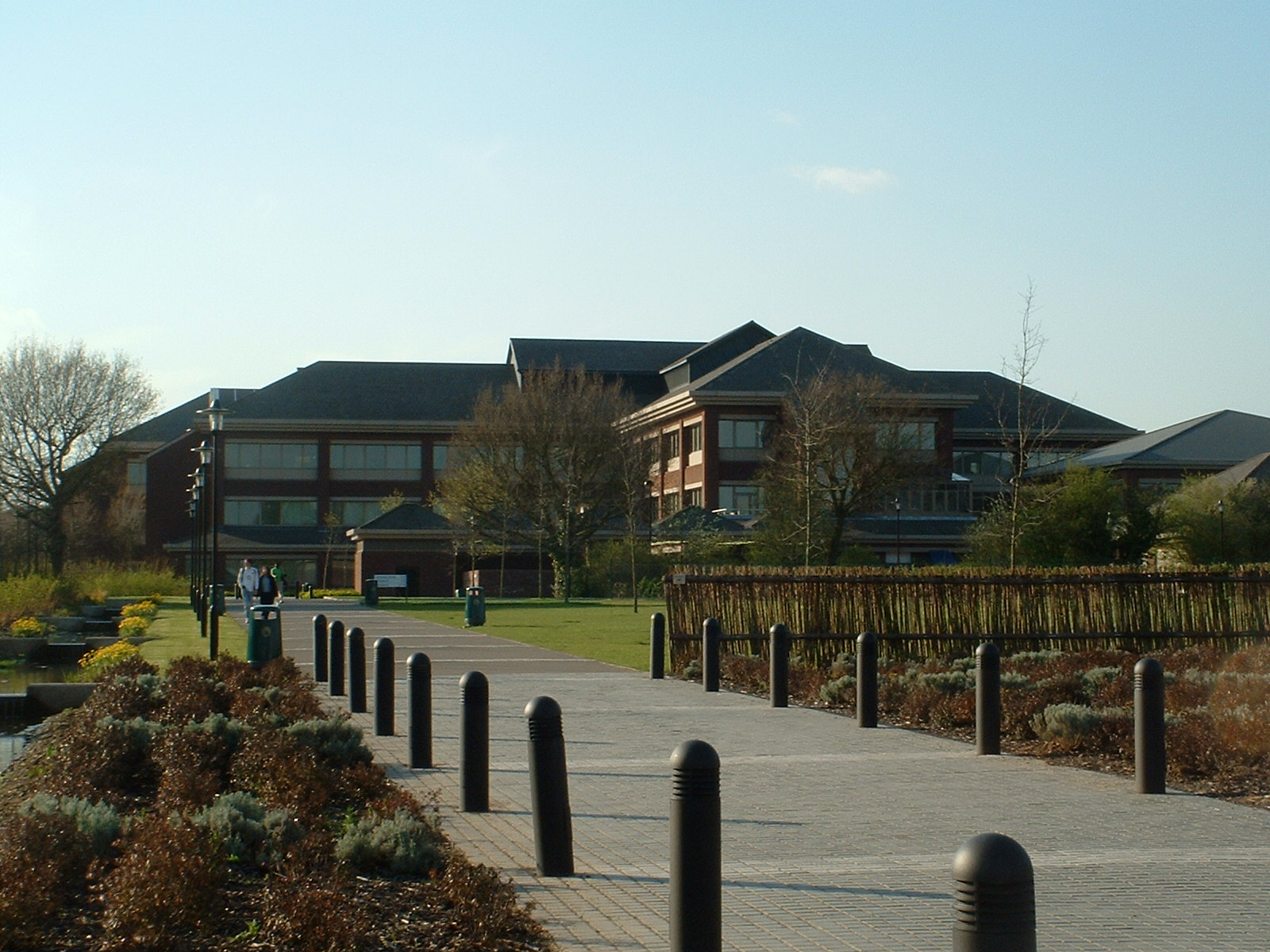
Будинок університету

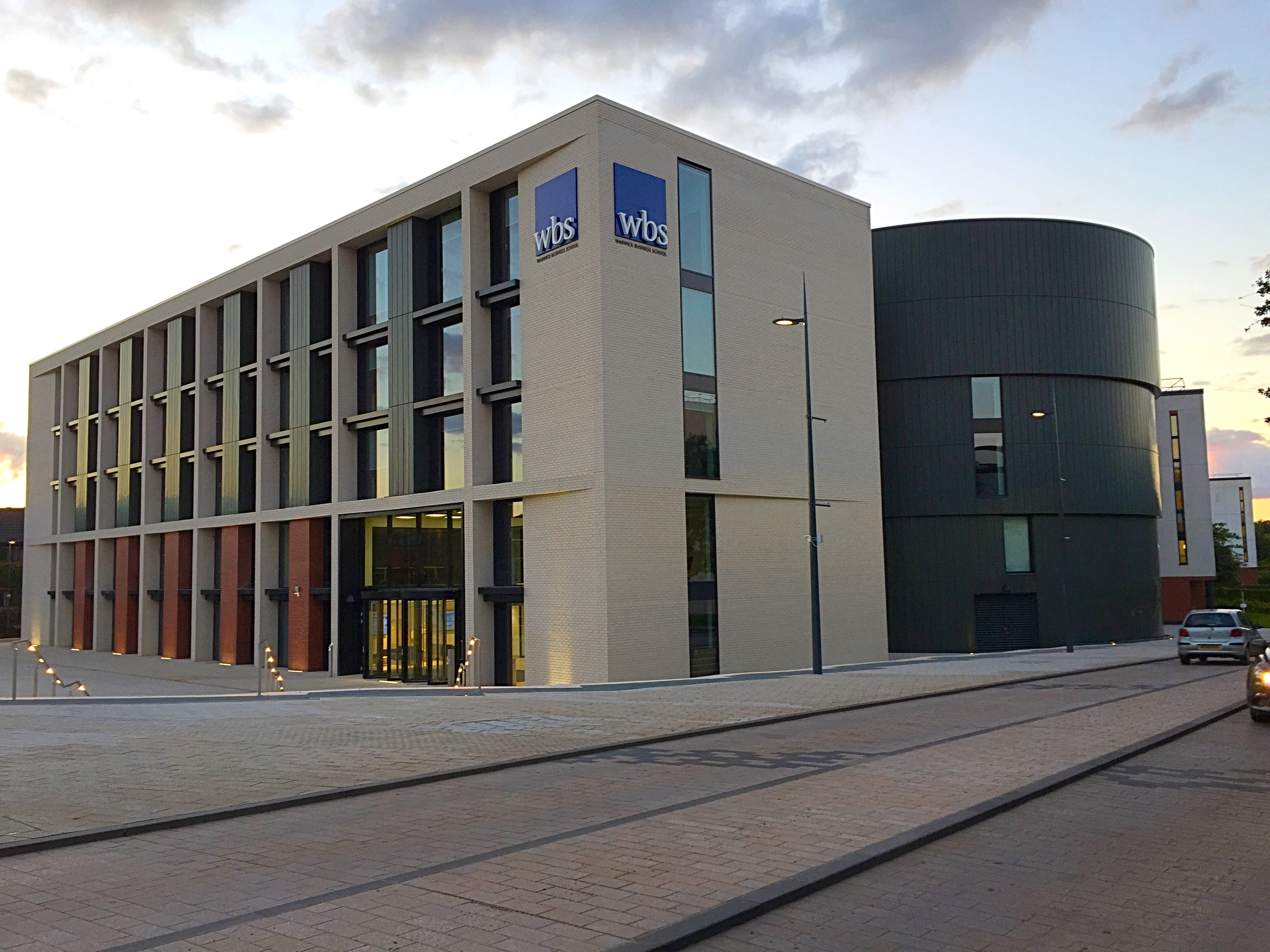
Ворицька бізнес-школа

Вориком керують три офіційні органи: Суд, Рада та Сенат. Додатково, керівний комітет забезпечує стратегічне управління у проміжку між зустрічами цих офіційних органів. Кожен факультет курується Радою факультету, підзвітною Сенату. Вище керівництво університету відповідає за поточну діяльність університету.

### Факультети і кафедри
Наукова діяльність Ворика організована у такі факультети та кафедри:. 
Faculty of Arts
- Classics and Ancient History
- Comparative American Studies
- English and Comparative Literary Studies
- Film and Television Studies
- History
- History of Art
- School of Modern Languages and Cultures
- Theatre Studies

Faculty of Science, Engineering, and Medicine
- Chemistry
- Computer Science
- Engineering
- Life Sciences
- Mathematics
- Warwick Medical School
- Physics
- Psychology
- Statistics
- Warwick Manufacturing Group

Faculty of Social Sciences
- Applied Linguistics
- Economics
- Education
- Health and Social Studies
- Law
- Philosophy
- Politics and International Studies
- Sociology
- Warwick Business School
- Women and Gender

### Герб
На гербі Ворицького університету зображено атоми двох ізотопів літію, спіраль ДНК, що репрезентує науку, а також ведмедя з зазубреним поліном, що історично асоціюється з графством Ворикшир (а раніше графами Ворика), та слон і замок Ковентрі. На теперішньому зображенні університетського герба, ведмідь не закутий у кайдани, хоча первісно він мав саме такий вигляд на патентній грамоті геральдичної палати.

## Навчання
Станом на жовтень 2014 року у Ворику навчалось 23,570 студентів, близько двох п'ятих — студенти аспірантури. Приблизно 27% студентів — іноземці, і в кампусі представлено понад 114 країн[Джерело?]. університет налічує 29 навчальних кафедр і понад 40 дослідницьких центрів та інститутів, на чотирьох факультетах: мистецтв, медицини, науки та суспільних наук. Станом на жовтень 2014 року академічний та науково-педагогічний склад налічував 1842 працівника.

### Зарахування
|                               | 2017   | 2016   | 2015   | 2014   | 2013   |
| ----------------------------- | ------ | ------ | ------ | ------ | ------ |
| Заявки .                      | 37,200 | 36,760 | 33,565 | 29,845 | 27,820 |
| Пропозиція у відсотках (%) .  | 82.1   | 83.2   | 84.3   | 79.9   | 75.7   |
| Зараховано .                  | 5,045  | 5,070  | 4,810  | 4,245  | 4,305  |
| Yield (%)                     | 16.5   | 16.6   | 17.0   | 17.8   | 20.4   |
| Відношення Заявка /зараховано | 7.37   | 7.25   | 6.98   | 7.03   | 6.46   |
| Середній вступний показник.   | н      | 181    | 478    | 485    | 480    |

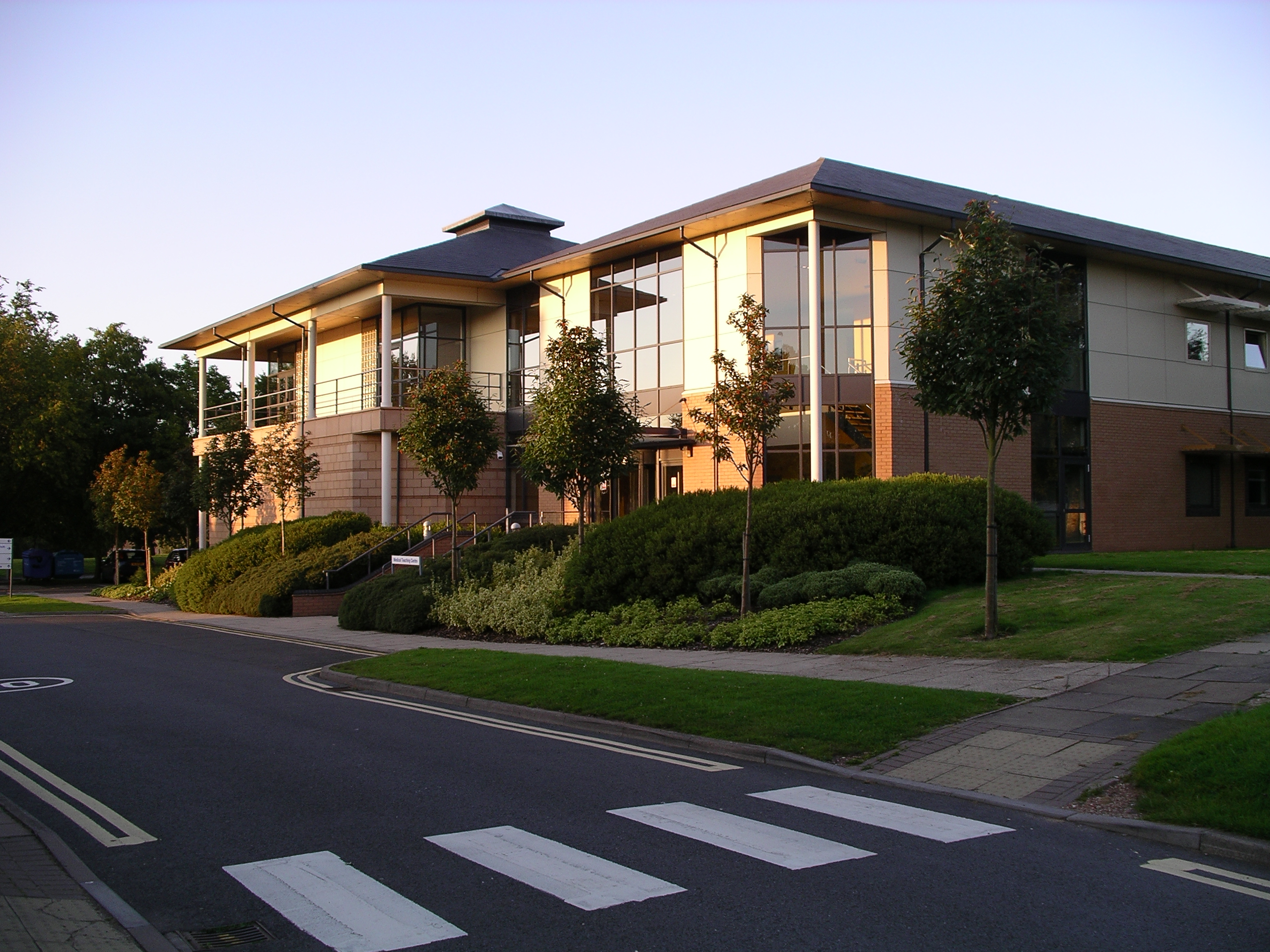
Ворицька медична школа

Запит згідно з «Законом про свободу інформації» 2015 року показав, що університет отримав 25,071 заявку на вступ і зарахував 18,380 абітурієнтів у 2014-15 навчальному році. Це забезпечило коефіцієнт зарахування абітурієнтів 15,8%. Найбільш конкурентними курсами були право, економіка та курси в рамках Ворицької бізнес-школи, де відсоток зарахування склав 53,8%, 57,2% та 58,9% відповідно.
У вступній кампанії 2017 року університет був одним з небагатьох основних вищих навчальних закладів (разом з Кембриджем, Імперським коледжем, Лондонською школою економіки (LSE), Оксфордом, Університетом Сент-Ендрюса та  Університетським коледжем Лондона (UCL), що не мав курсів доступних у системі клірінгу.
22% студентів Ворика отримали приватну освіту, це п'ятнадцятий найвищий показних серед основних британських університетів. У 2016—17 навчальному році університет забезпечив проживання у співвідношенні 66:9:25 студентів з Британії:країн-членів ЄС:країн не-членів ЄС відповідно, зі співвідношенням жінок і чоловіків 50:50.

### Міжнародне партнерство
Студенти Ворика можуть навчатися за кордоном протягом семестру або року, і зможуть отримати подвійний диплом (дипломи, видані обома партнерами). Міжнародні партнери включають Колумбійський університет, Університет Макгілла, Корнелльський університет, Університет Берклі, Гонконзький університет, Пекінський університет і Паризький інститут політичних досліджень.

### Бібліотека

Центр сучасних записів (Університет Ворика) уночі

Головна університетська бібліотека розташована посеред головного кампусу. Вона налічує близько 1,265,000 книг і понад 13 км архівів та рукописів. Головна бібліотека надає послуги для підтримки практичних досліджень та викладання, і співпраці між кафедрами. Дослідницька біржа Wolfson відкрилася в жовтні 2008 року, вона забезпечує простір для співпраці (як фізичний, так і віртуальний), зали для проведення семінарів, конференц-зали та навчальні майданчики для науково-дослідницької роботи студентів аспірантури. Бібліотека «Викладацька мережа», яка відкрилась 2008 року, є гнучким простором, що дозволяє викладацькому персоналу випробовувати нові технології і методи. У Центрі сучасних записів зібрана чимала архівна колекція, зокрема, найбільша у Великій Британії колекція про трудові відносини.

### Нагороди
2008 року університет заснував нову нагороду, Ворицьку письменницьку премію, розміром 50 тисяч фунтів стерлінгів. Вона визначається як «Міжнародна міждисциплінарна нагорода, яку вручатимуть що два роки за відмінний та важливий літературний твір англійською мовою, у будь-якому жанрі чи формі, на тему, яка змінюватиметься з кожною нагородою. Першою лауреаткою цієї премії стала Наомі Кляйн за визнану критиками книгу «Доктрина шоку».

### Рейтинги і репутація
Ворик послідовно входить в топ-десять найкращих вузів трьох основних національних рейтингів британських університетів. Ворик є членом рейтингу 'Sutton 13 топ- університетів Великої Британії. Ворик було проголошено університетом року 2015 газетами The Times і Sunday Times Warwick was declared as The Times and The Sunday Times University of the Year 2015..
2017 року Ворик визнано університетом з об'єднаним другим найвищим рівнем зайнятості випускників з усіх університетів Великої Британії (разом з університетом Сент-Ендрюса), з показником 97.7 відсотка випускників, влаштованих на роботу чи подальше навчання впродовж трьох з половиною років після випуску.
У рейтингу дисциплін, «The Complete University Guide» оцінив економічний факультет Ворика як 3-й у загальному рейтингу на 2019 рік.  Факультет політики та міжнародних відносин (PAIS) посів перше місце у Великій Британії в рейтингу Good University Guide. Загалом, 19 з 27 предметів, запропонованих Вориком, потрапили у Топ-10 на національному рівні у 2019 році, а Курс з письменницької майстерності посів перше місце.

## Дослідження

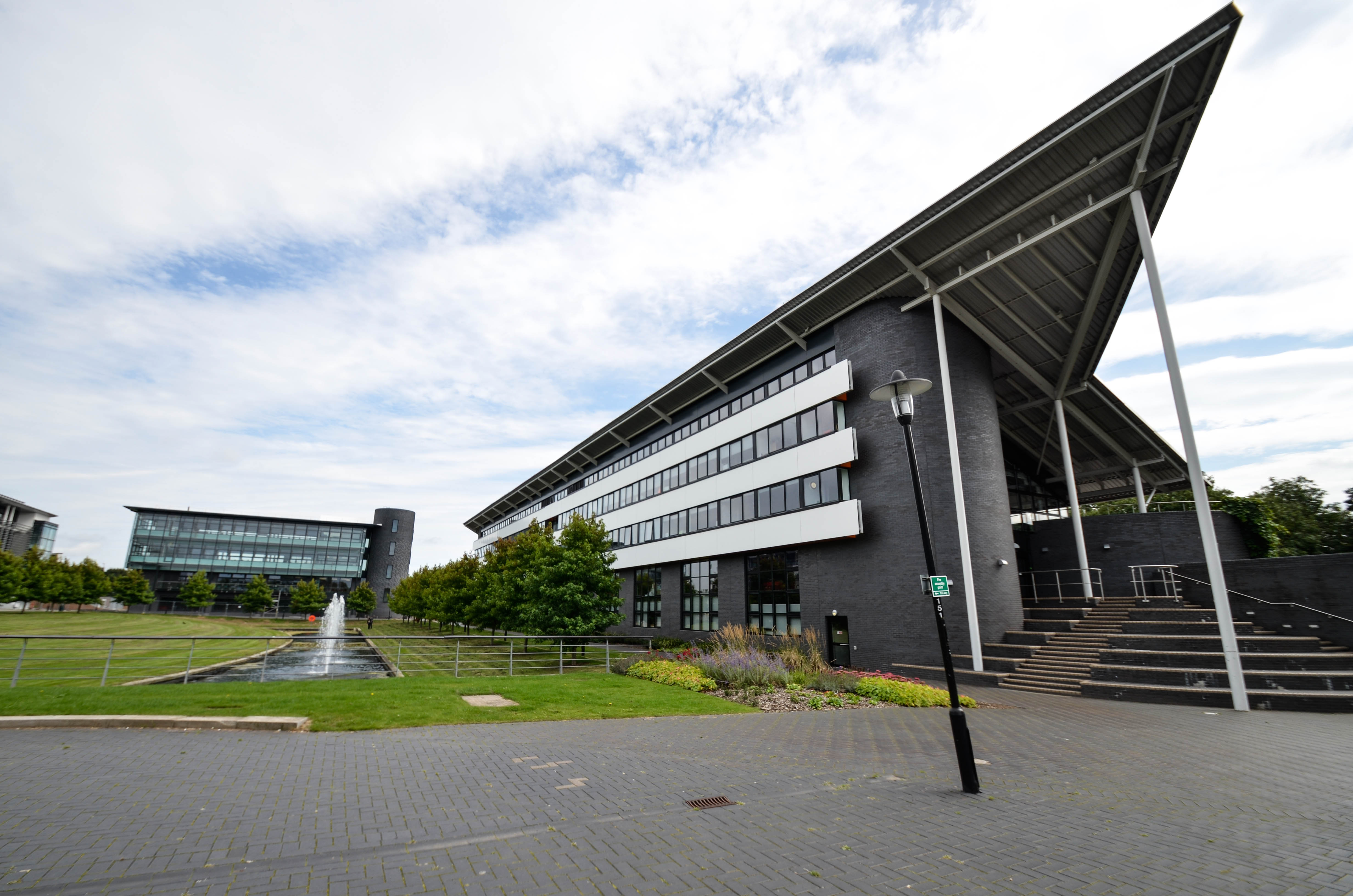
Міжнародна цифрова лабораторія

2014 року згідно з Британською системою рамкового оцінювання досліджень (REF), Ворик знову зайняв загальне 7-ме місце (як і 2008 року) серед мультидисциплінарних закладів та став провідним університетом у Мідлендсі. Близько 87% науково-викладацького складу університету були оцінені як такі, що працюють на факультетах «світового лідера» або «на відмінному міжнародному рівні» з найвищими рейтингами  досліджень у 4* або 3*.
Ворик особливо сильний у галузях дослідження методів прийняття рішень (в економіці, фінансах, управлінні, математиці і статистиці). Наприклад, дослідники Ворицької бізнес-школи виграли найвищу нагороду престижної організації European Case Clearing House (ECCH: еквівалент премії Оскар щодо досліджень менеджменту).
Ворик заснував низку автономних підрозділів для управління та отримання комерційного зиску зі своєї наукової діяльності. Найбільш відомі чотири приклади таких підрозділів: Науковий парк Ворицького університету; Ворицький міжнародний дослідницький центр садівництва (HRI); Ворицький центр підприємництва (університетська структура науково-технічного обміну); і Ворицька виробнича група (WMG).

### Комерційний фокус
Інколи Ворик критикували за надмірну комерціалізацію коштом академічної творчості та різноманіття. Найвідомішим прихильником такої критики був вже згаданий історик Е. П. Томпсон, який редагував і багато написав у книзі «ТОВ Ворицький університет» 1971 року. Книга фокусується на короткій студентській зайнятості у журналі реєстру за 1967 рік та її причинах, на виявлених та опублікованих документах, та відповідних діях університету, студентів і викладачів.
Втім, з призначенням сера Ніколаса Шеєле ректором 2002 року, університет дав зрозуміти, що має намір продовжити і розширити свою комерційну діяльність. В інтерв'ю BBC Шеєле сказав: «Я думаю, що в майбутньому, освіта і промисловість повинні стати ще тісніше взаємопов'язаними, ніж це склалось історично. Державне фінансування зазнає змін, така заміна цілком може прийти через приватне фінансування від компаній, окремих осіб та грантових агентств».

## Студентське життя
В цілому, студентське життя у Ворику можна розділити на два етапи. На першому році навчання студентське життя обертається навколо кампусу та студентського самоврядування, зокрема (з його спортивними клубами, товариствами та розважальними закладами). У наступні роки, студенти зазвичай живуть за межами кампусу, у Лімінґтон Спа, або в передмістях Ковентрі Ерлсдоні та Кенлі, або у містечку Кенілворт.[Джерело?]

### Студентська спілка

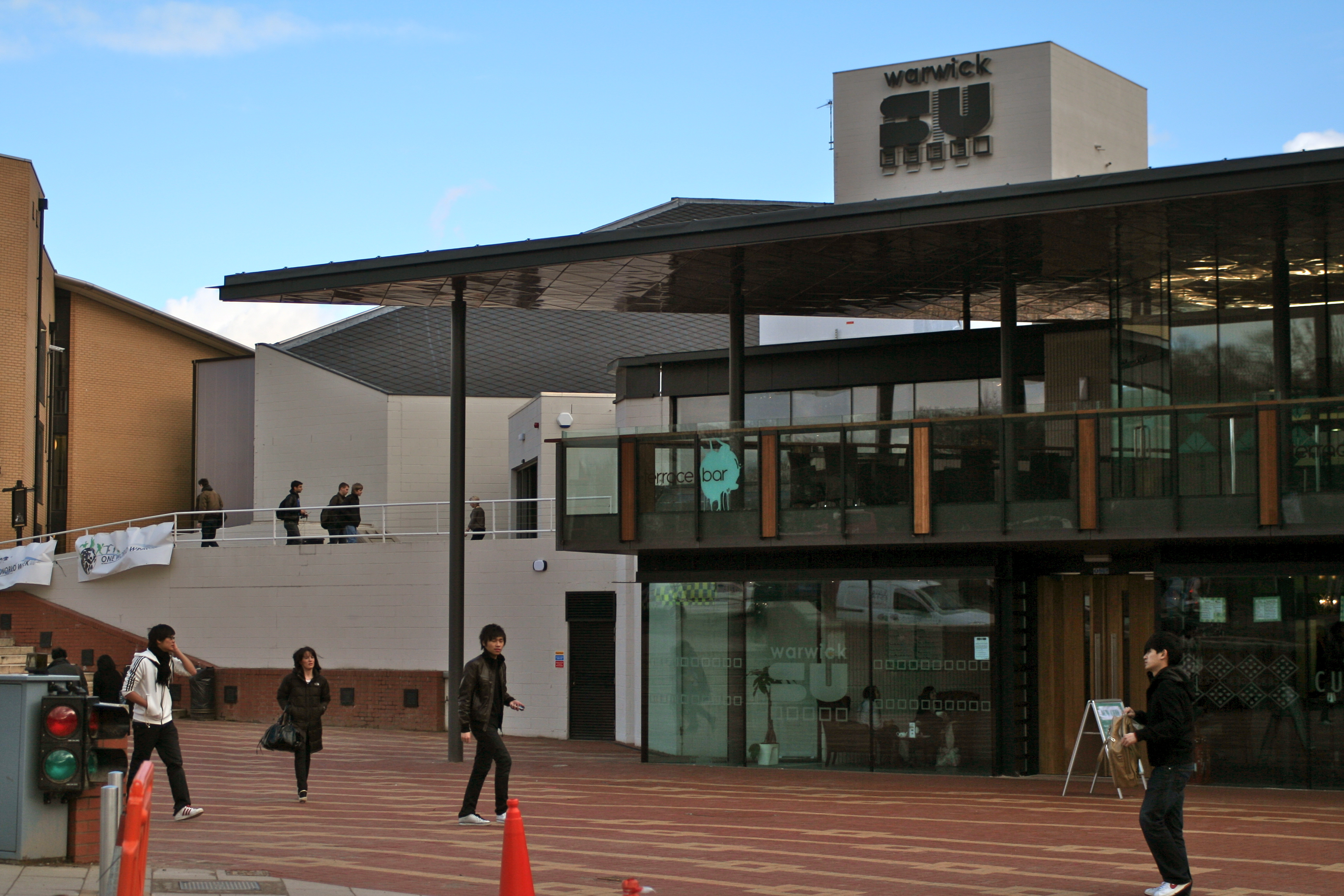
Будівля студентського самоврядування - SU South

Студентська спілка Ворицького університету є однією з найбільших студентських спілок у Великій Британії, і нині налічує понад 260 товариств та 67 спортивних клубів, зокрема, баскетбольний клуб, клуб веслування та хокейний клуб. Річний оборот спілки складає близько 6 мільйонів фунтів стерлінгів, прибуток з якого використовується для надання послуг студентам та працевлаштування її персоналу і академвідпустки[Джерело?].     
Спілка розділена на дві будівлі — Головний штаб студентського самоврядування (SUHQ, здебільшого товариства та адміністрація, і ресторан «Xananas» ) і Будівля спілки (розважальні установи). Будівля спілки містить трикімнатний клуб, відомий як «The Copper Rooms», акредитований рухом на захист виробництва британського елю паб «The Dirty Duck», популярний бар під назвою «The Terrace Bar», чайну крамничку «Curiositea», яка славиться своїм гарячим шоколадом, тортами та вінтажною атмосферою, соціальним та навчальним простором для аспірантів «The Graduate», та крамницею сендвічів «The Bread Oven», яка працює у форматі «створи свій власний сендвіч».
Спілка є членом Національної спілки студентів (NUS) і Національного комітету післядипломної освіти (NPC).

### Студентські заходи
У Ворику проводиться багато великих заходів, організованих студентами, зокрема, Ворицька міжнародна програма розвитку кейсів, Ворицький економічний саміт, Ворицький джейлбрейк, Ворицька конференція Асоціації держав південно-східної Азії, зелений тиждень під назвою «Go Green» спільно з мережею People & Planet, Ворицька енергетична конференція, Ворицька технологічна конференція, Ворицький афро-фест, Ворицький кліматичний форум, Ворицький форум міжнародної допомоги, конференція «Beyond the Bottom Line: Warwick Emerge Conference», Ворицька модель ООН, тиждень доброчинного збору коштів «RAG Week», Ворицький фестиваль студентських мистецтв і серія лекцій, організана товариством «PPE Society»[Джерело?]. У Ворику також проводять організований студентами фестиваль «Real Ale», який відбувається щорічно, на шостому тижні другого академічного семестру.

### Студентські медіа
Студентські ЗМІ Ворика включають:
- Радіо Ворик[en] (RAW) — студентська радіостанція
- «Вепр» — удостоєна нагород газета, що розповсюджується безкоштовно у кампусі щодругої середи[86].

### Вікторина «University Challenge»
Команда з Ворику вперше виграла теле-конкурс ВВС «University Challenge» 2007 року, перемігши чинних тоді володарів титулу, Манчестерський університет, у фіналі.

### Студентське житло

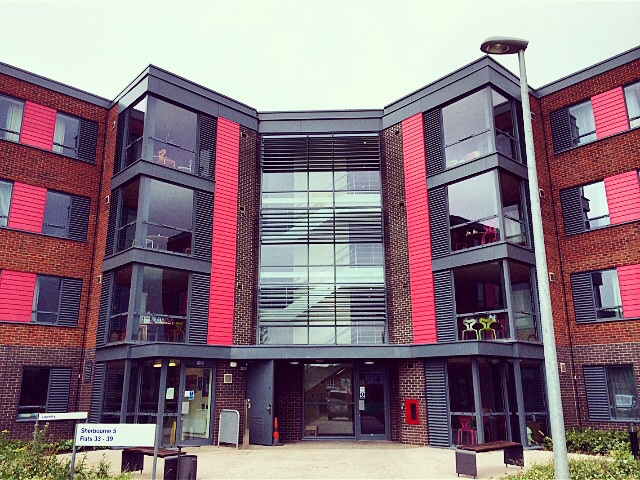
Одна з резиденцій Шербурна

Ворицький кампус станом на 2012 рік нараховував близько 6300 спальних місць для студентів та аспірантів. Всі гуртожитки обладнані власними кухнями, і кожен має куратора та старосту. Ворик гарантує поселення всіх студентів першого курсу, незалежно від їх теперішньої адреси. Також передбачене харчування для більшості університетського складу аспірантів, з деякими окремими гуртожитками для проживання аспірантів. У кожному гуртожитку проживають разом місцеві та іноземні студенти, чоловіки і жінки та, іноді, студенти і аспіранти.
На другому та третьому курсах багато студентів живуть в одному з довколишніх міст: Ковентрі, Кенілворті або Лімінґтон Спа, де є можливість жити в університетських приміщеннях або у незалежних власників. Найпопулярнішим місцем проживання є регентське місто Лімінґтон Спа, включене до списку найкращих місць для життя газети «Sunday Times».
З 2011 року Ворик побудував для студентів два нових гуртожитки. Гуртожиток «Пролісок», відкритий у 2011 році, пропонує квартири на 8 людей, загалом 505 окремих кімнат для студентів першого курсу. Останньою є будівля «Шербурн», що також забезпечує 527 двомісних номерів для першокурсників.

### Інцидент у груповому чаті
У травні 2018 року вебсайт студентських новин «Вепр» повідомив про відсторонення від навчання 11 осіб, після офіційної скарги до університету, через скріншоти додатку групових повідомлень, в яких ці студенти пропонували сексуальне насильство над іншими студентами. Спочатку до цих студентів застосували попереджувальне відсторонення. Після завершення розслідування поліції, яке визначило відсутність кримінальної відповідальності, університет відсторонив деяких з них від навчання на 10 років.
Декілька студентів оскаржили це рішення, і відсторонення  скоротили до 1 року, а це означало, що студенти зможуть вільно відвідувати університет, коли скаржники вже отримають свої дипломи. Ця ситуація отримала значне висвітлення у національній та студентській пресі.
Після уваги ЗМІ Університет опублікував на своєму сайті низку листів від проректора та ректора, щоб виправдати процес.
Лист ректора — у якому не згадувалось про жертв взагалі розкритикували у відповіді на сайті «Вепр» — студентському вебсайті новин, який першим оприлюднив цей інцидент. Пізніше, через університет, він опублікував продовження, вказавши, що двоє чоловіків, чиє відсторонення скасовано, не повернуться.

## Відомі люди

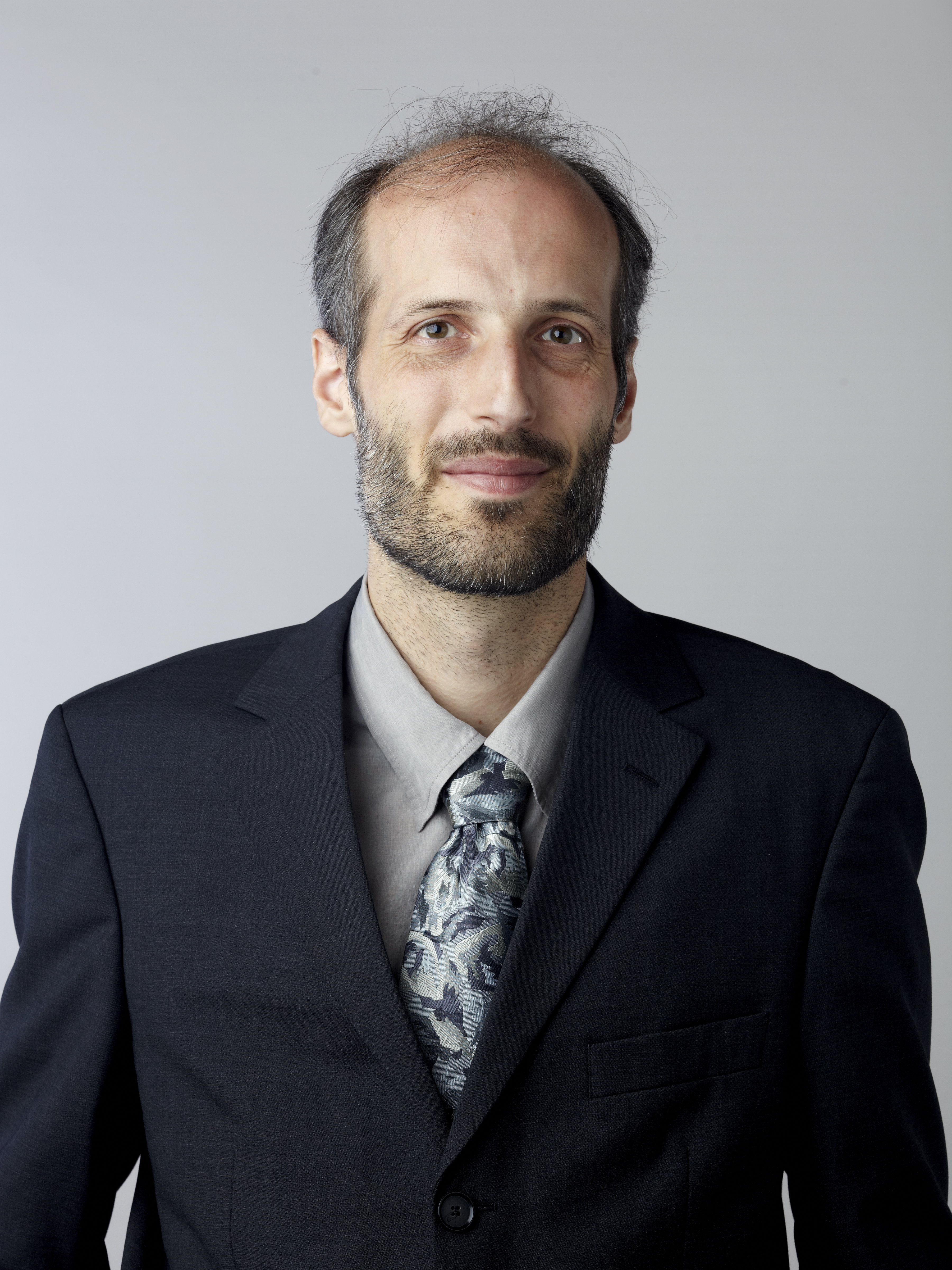
Мартін Гайрер, королівський професор математики

Ворик має понад 150,000 випускників та активну мережу випускників. Серед випускників університету, викладачів і дослідників — два лауреати Нобелівської премії, призер премії Філдса, переможець премії Тюрінга, а також значна кількість стипендіатів Британської академії, Королівського товариства літератури, Королівської академії техніки та Королівського товариства. 

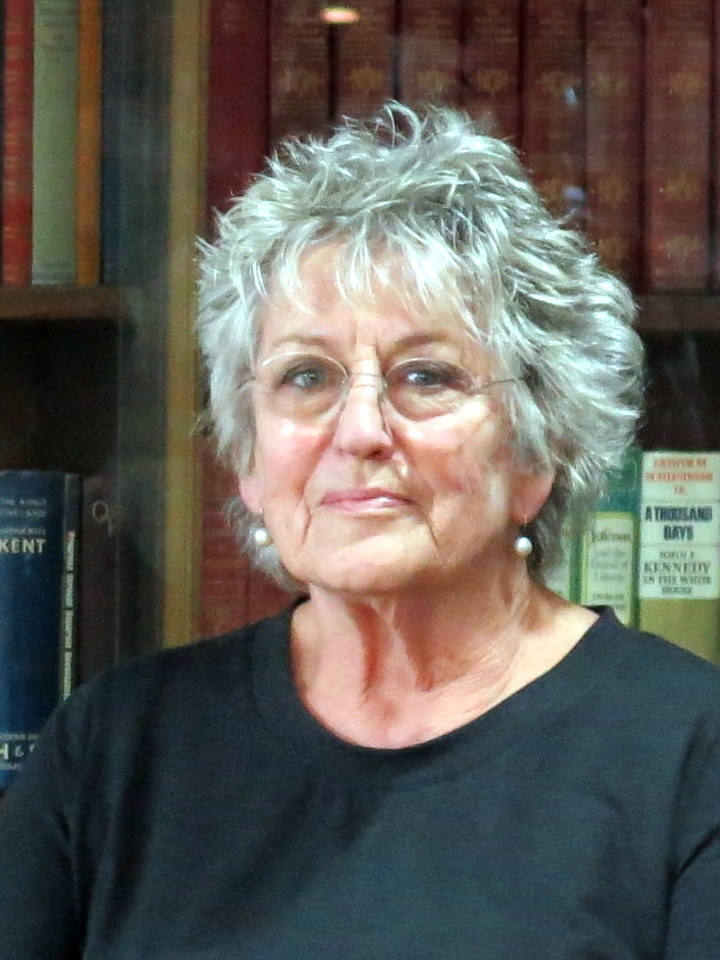
Жермен Ґрір, вчена феміністка

Люди, пов'язані з Вориком у галузі науки та інженерії: лауреат Нобелівської премії з хімії (1975)  сер Джон Корнфорт був професором у Ворику, математики Ян Стюарт, сер Крістофер Зіман, Девід Епштейн і призер премії Філдса Мартін Гайрер, інженери комп'ютерних наук Майк Коулішоу і Леслі Велієнт, і  лікар-невролог Олівер Сакс. У мистецтві та соціальних науках: лауреат Нобелівської премії Олівер Гарт; економіст і президент Британської академії Ніколас Стерн, барон Стерн з Брентфорда; академік і проректор Вустерського коледжу сер Джонатан Бейт; вчена і журналістка Жермен Ґрір; літературна критикиня Сюзан Басснетт; історики сер Дж. Р. Гейл і Девід Арнольд; економіст Ендрю Освальд та історик економіки Роберт Скідельськи. 

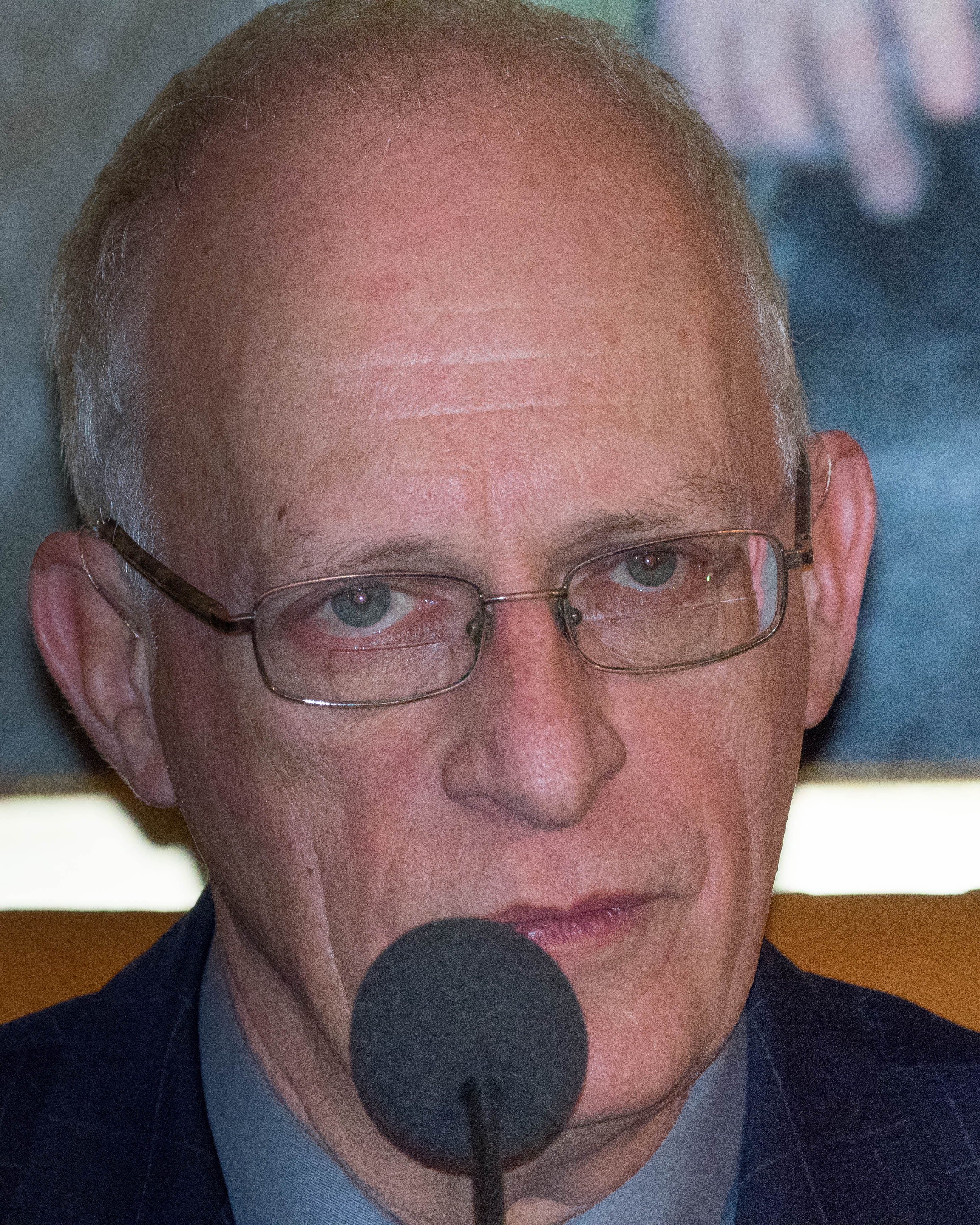
Олівер Гарт, лауреат Нобелівської премії з економіки

До колишніх студентів Ворика, які займаються політикою та є членами уряду, належать Ґвюдні Торлаціус Йоганнессон, президент Ісландії; Якубу Говон, колишній президент Нігерії; сер Гус О'Доннелл, колишній секретар Кабінету Міністрів і голова Британської цивільної служби; Ендрю Галдейн, головний економіст Банку Англії; Девід Девіс, колишній Державний секретар з виходу з Європейського Союзу та колишній Тіньовий міністр внутрішніх справ; Баронеса Валері Амос, восьма заступниця Генерального секретаря ООН з гуманітарних питань та координаторка з надзвичайних ситуацій і колишня лідерка Палати лордів; Махмуд Могілдін, старший віце-президент Групи Світового банку; Боб Керслейк, колишній голова Головної державної служби; та Кім Говеллс, колишній міністр закордонних справ. 

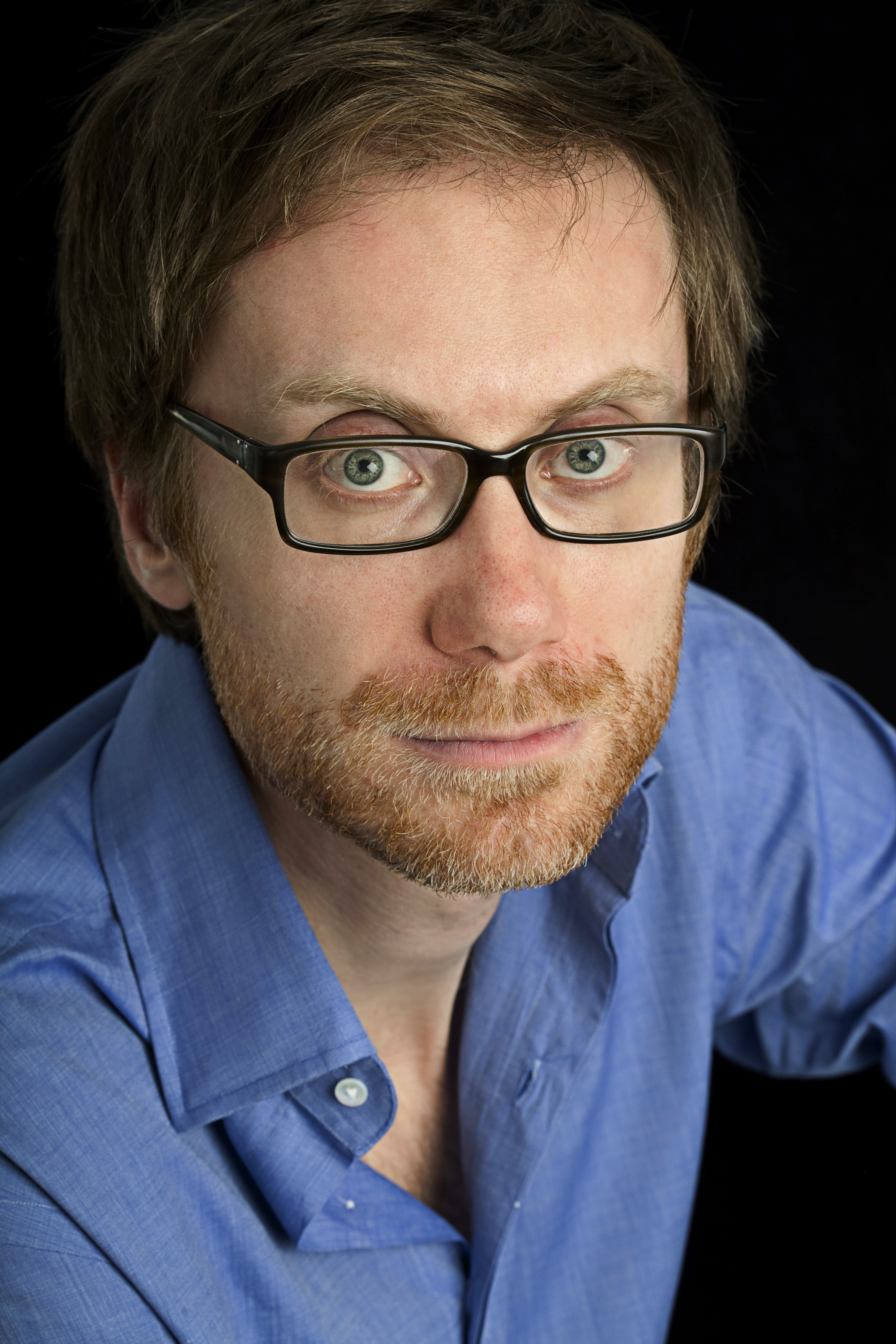
Лауреат премії Еммі Стівен Мерчант

Випускники Ворику активно займаються бізнесом. В автомобільній промисловості це  Лінда Джексон, генеральна директорка компанії Citroën; Енді Палмер, генеральний директор компанії Астон Мартін; Ральф Спет, генеральний директор компанії Ягуар Ленд Ровер. В інших галузях це Бернардо Гіс, генеральний директор компанії Heinz і колишній генеральний директор ресторанів швидкого харчування Burger King; Найджел Вілсон, генеральний директор компанії Legal and General; і Ян Ґоргем, генеральний директор компанії Hargreaves Lansdown.
У мистецько-розважальній галузі відомими випускниками Ворику є Стівен Мерчант, володар премій «Еммі» та БАФТІ Британської академії кіно і телебачення, добре відомий як спів-сценарист та спів-режисер сіткомів «Офіс» та «Масовка»; номінант на премію Оскар, сценарист Тоні Рош, відомий співавторством і спів-режисерством серіалу «Віце-президент» і сіткому «В гущі подій»; володар Премії Лоуренса Олів'є, режисер і письменник Домінік Кук, який також є художнім керівником театру «Королівський двір»; актриса Рут Джонс; комік і актор Френк Скіннер; оглядач газети «Guardian» Дон Фостер; коваль, що став коміком та  комедійним сценаристом, Ллойд Ленґфорд; актор Адам Бакстон; автор наукової фантастики та фентезі Джонатан Грін; актор Джуліан Рінд-Татт; володар Премії Лоуренса Олів'є, актор Алекс Дженнінгс; письменниця Енн Файн; письменниця Е. Л. Кеннеді; Тоні Вілер, творець туристичних довідників Lonely Planet; Каміла Батмангелідж; Мерфін Джонс, керівник компанії Бі-Бі-Сі; і володар премії «Греммі» та «Еммі», а також номінант на премію Оскар музикант Стінг.